# 34031 Fukumitsu
34031 Fukumitsu este o planetă minoră (asteroid) din centura de asteroizi. A fost descoperită pe 23 iulie 2000 la Experimental Test Site⁠(d) de Lincoln Near-Earth Asteroid Research. 
Obiectul prezintă o orbită caracterizată de o semiaxă mare de 2,4319084 UAi, o excentricitate de 0,17, o înclinație de 2,07605 ° în raport cu ecliptica.